# Theodor Sarre

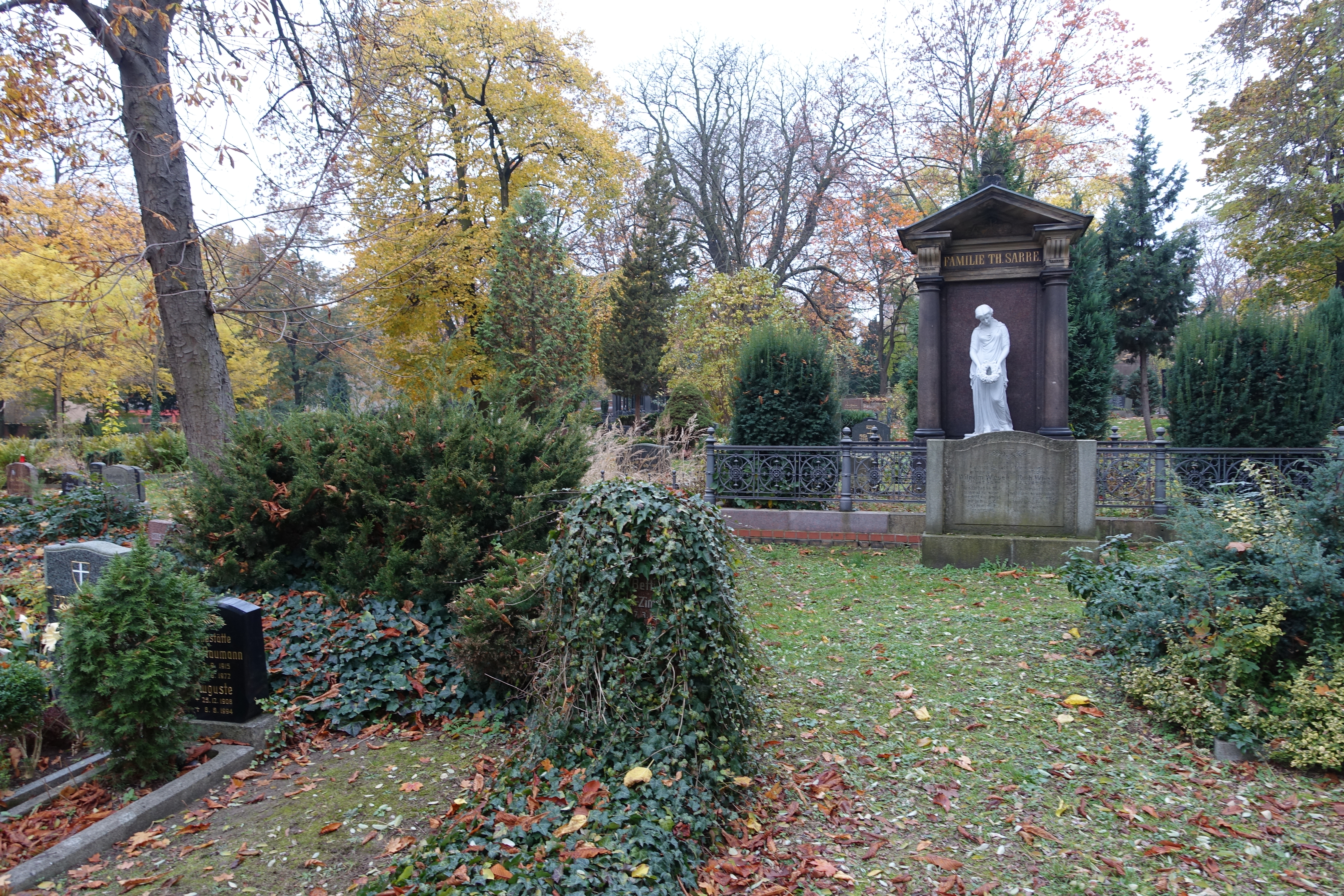
Grabstätte von Theodor Sarre auf dem Französischen Friedhof in Berlin

Theodor André Sarre (* 1. Dezember 1816 in Berlin; † 24. Februar 1893 ebenda) war ein deutscher Kaufmann und Unternehmer sowie Stadtältester von Berlin.

## Leben
Theodor Sarre stammte aus einer Berliner Hugenottenfamilie. Sein Vater war der Kaufmann Jean Henri Sarre (1786–1863), seine Mutter Caroline Friederike Wilhelmine geb. Pöhn (1789–1863). Er besuchte das Gymnasium zum Grauen Kloster, musste es jedoch auf Grund eines Augenleidens 1832 verlassen. Er absolvierte eine vierjährige kaufmännische Lehre im Kolonialwarengeschäft von Ferdinand Dannenberg. 1848 trat er in das Kupfer- und Messingwerk von Carl Justus Heckmann (1786–1878) ein, in dem er rasch Karriere machte. 1853 heiratete er Heckmanns älteste Tochter Mathilde (1830–1879).
1869 teilte sein Schwiegervater seinen Besitz auf. Theodor Sarre erhielt die Zuckerfabriken in Herzershof im Küstriner Vorland und Stralsund sowie die dazugehörigen Güter Devin und Voigdehagen bei Stralsund und das Bankgeschäft C. J. Heckmann mit Sitz in der Heckmann-Villa in der Schlesischen Straße 18/19, das vor allem der Verwaltung des Familienbesitzes diente und das Sarre bis 1878 leitete.
Nachdem er bereits vorher Stadtverordneter und Bezirksvorsteher gewesen war, war er ab 1869 als unbesoldeter Stadtrat im Magistrat von Berlin tätig. Im Herbst 1891 erlitt er einen Schlaganfall und zog sich daraufhin zum 1. Januar 1892 aus allen öffentlichen Ämtern zurück. Am 12. Februar 1892 wurde er ehrenhalber Stadtältester von Berlin, bereits ein Jahr darauf verstarb er. Sein Grab mit einer Statue von Karl Cauer befindet sich auf dem Friedhof der Französisch-Reformierten Gemeinde an der Chausseestraße.
Theodor Sarre hatte vier Kinder: den Verwaltungsgerichtsdirektor Carl Sarre (1856–1924), Gustav Sarre (1860–1906), der das Landgut Herzershof erbte, Margarete Sarre (1861–1928) und den Kunsthistoriker und Museumsdirektor Friedrich Sarre (1865–1945).